# Renos Haralambidis
Renos Haralambidis, grekisk skådespelare född 1 oktober 1970 i Aten, Grekland.

## Roller (i urval)
- (2003) - Oi Gennioi Tis Samothrakis
- (2003) - Amarties Goneon TV-serie
- (2003) - I Lisa Kai Oloi Oi Alloi
- (2001) - Votka Portokali TV-serie
- (2000) - Ftina Tsigara
- (2000) - Mavro Gala